# Velibor Vasović
Velibor Vasović, serbisch-kyrillisch Велибор Васовић (* 3. Oktober 1939 in Požarevac, Königreich Jugoslawien; † 4. März 2002 in Belgrad), war ein jugoslawischer Fußballspieler und -trainer. Als Spieler war er Teil der erfolgreichen Mannschaften von FK Partizan Belgrad und Ajax Amsterdam in den 1960er bis Anfangs-1970er Jahren. Als Trainer war er vor allem in Jugoslawien und Frankreich tätig und wurde dabei 1988 Meister mit dem Belgrader Verein FK Roter Stern.

## Leben
Velibor Vasović wurde als jüngstes von neun Kindern geboren. Seine spätere Ausbildung fand in Belgrad statt, wo er sich bereits mit 15 Jahren dem Spitzenverein FK Partizan anschloss. Ab 1958 gehörte er zur Kampfmannschaft und gewann mit dieser zwischen 1961 und 1963 drei Landesmeistertitel in Folge.

### Debüt in der Nationalmannschaft
Dabei debütierte Wesko, wie er auch oft genannt wurde, im Juni 1961 in der jugoslawischen Fußballnationalmannschaft, schaffte es aber nicht in den bei der Fußball-Weltmeisterschaft 1962 recht erfolgreichen Kader aufgenommen zu werden. Ende 1962 und 1963 Anfang zählte er aber zur Mannschaft, die sich um die Qualifikation für die Europameisterschaft 1964 bemühte. Jugoslawien scheiterte aber im Achtelfinale an Schweden, nachdem die Mannschaft unter anderem mit Hilfe eines Siegtreffers von Vasović Belgien ausgeschaltet hatte.
Aufsehen erregte zum Ende der Saison 1962/63 sein Wechsel zum großen Rivalen von Partizan, dem FK Roter Stern für den ihm nach seinerzeitigen Gerüchten 5.000.000 Dinar gezahlt worden sein sollen – was im sozialistischen Jugoslawien jener Zeit das Äquivalent von zwei Mercedes-Benz-Fahrzeugen war. Roter Stern gewinnt in jener Saison das Double von Meisterschaft und Pokal.
In der Folgesaison war er wieder für Partizan am Ball und er gewann mit dem Klub seine fünfte Meisterschaft in Serie. In den Jahren 1964 und 1965 nahm Vasović mit Jugoslawien an der Qualifikation für die Weltmeisterschaft 1966, teil, scheiterte aber dort an Frankreich.
In der Spielzeit 1965/66 enttäuschte Partizan in der Liga und wurde nur Elfter. Aufsehen erregten aber die Vorstellungen von Partizan im Europapokal der Landesmeister. Die von Abdullah Gegiç trainierte Mannschaft überwand auf dem Weg ins Finale dabei den französischen Meister FC Nantes und Werder Bremen aus Deutschland. Im Viertelfinale gelang nach einer 1:4-Niederlage im Hinspiel bei Sparta Prag mit einem 5:0-Heimsieg eine sensationelle Aufholjagd. Im Halbfinale wurde schließlich noch der englische Meister Manchester United ausgeschaltet. Partizan wurde damit die erste osteuropäische Mannschaft die das Finale dieses Wettbewerbs erreichte. Dort erwartete im Brüsseler Heysel-Stadion der Rekordgewinner des Turnieres, Real Madrid. Kapitän Vasović konnte in der 55. Minute per Kopfball den Führungstreffer für Partizan bestellen. Real drehte aber in den letzten 15 Minuten das Spiel noch und siegte mit 2:1.
1966 bestritt Vasović auch sein 32. und letztes Länderspiel. Insgesamt erzielte er dabei zwei Treffer, aber auch ein Eigentor.

### Erfolge in Amsterdam

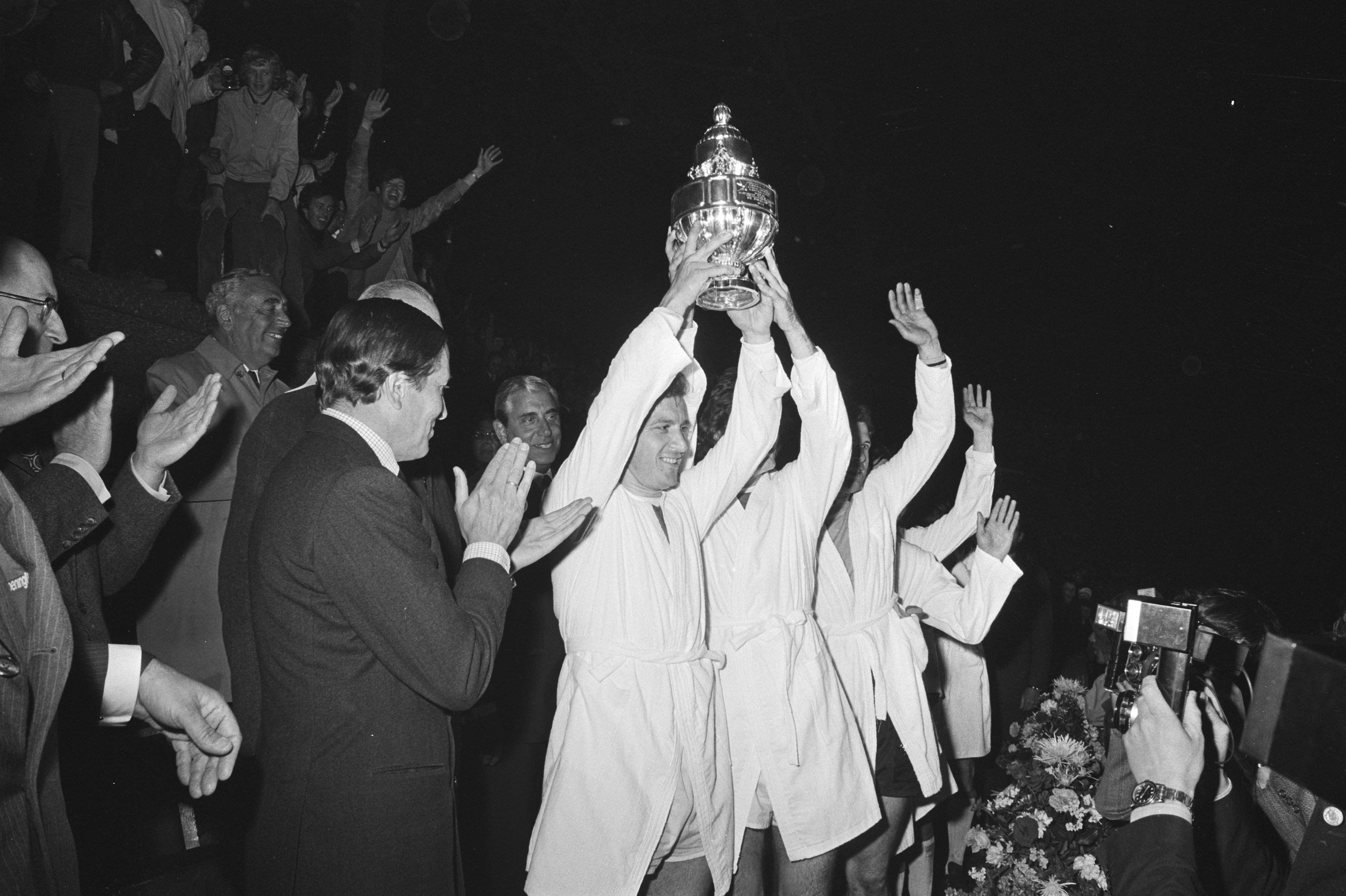
Ajax-Kapitän Vasović hält den Fußballpokal von 1971 in den Händen.

Danach wechselte Vasović zum neuen niederländischen Meister Ajax Amsterdam, wo Trainer Rinus Michels im Begriff war, um den Jungstar Johan Cruyff eine erfolgreiche Mannschaft mit einem neuen prägenden Spielstil, dem Fußball Total, aufzubauen. Vasović, bald mit dem Spitznamen Vasco versehen, bildete dabei mit seiner Erfahrung das Rückgrat der Abwehr. 1967 gelang dem Amsterdamschen Football Club nicht nur die Titelverteidigung, sondern mit dem Pokalgewinn auch das Double. Im Europapokal gelang Ajax ein Aufsehen erregender Achtungserfolg, als im Achtelfinale der Liverpool FC mit 5:1/2:2 deutlich auf Distanz gehalten wurde. Im Viertelfinale kam aber gegen Dukla Prag mit einem knappen Ergebnis das Aus. 1968 feierte Vasović mit der erneuten Verteidigung des Landesmeistertitels seinen dritten Titelgewinn im zweiten Jahr -- der Europapokal war aber enttäuschend: Ajax schied bereits in der ersten Runde, wenngleich knapp, gegen den Altmeister des Wettbewerbes Real Madrid aus. 1969 gab es keine Trophäe, aber Ajax trat mit dem Einzug ins Europapokalfinale von 1969 erstmals voll in das europäische Rampenlicht. Dort wartete der AC Milan mit seinen Stars Karl-Heinz Schnellinger, Giovanni Trapattoni und dem Mittelfelddirigenten Gianni Rivera. Die jungen Holländer konnten der Erfahrung des Europapokalsiegers von 1963 nicht viel entgegensetzen und verloren im Estadio Santiago Bernabéu von Madrid vor nur 32.000 Zuschauern klar mit 1:4, wobei Vasović zu Beginn der zweiten Halbzeit per Elfmeter kurzfristig auf 1:2 verkürzen konnte.
In der Saison 1969/70 stieß Ajax in das Halbfinale des UEFA-Pokal-Vorgängers Messestädte-Pokal vor, unterlag aber dort dem späteren Sieger Arsenal aus London. Wichtiger war aber der erneute Gewinn des Doubles in den Niederlanden, womit sich der Klub wieder für den Europapokal der Landesmeister qualifizierte. 1970/71 schaltete Ajax in diesem Wettbewerb unter anderem Celtic Glasgow, noch 1967 selbst Europapokalsieger, und Atlético Madrid aus. Vasović war dabei der Chef der Weltklasseabwehr mit Ruud Krol und Wim Suurbier als Außenverteidigern sowie Barry Hulshoff als Vorstopper, die für ihre Abseitsfalle berüchtigt war.
Im diesmal im Wembley-Stadion von London ausgetragenen Endspiel wartete der seinerzeit von Aristoteles Onassis finanzierte und von Ferenc Puskás trainierte Panathinaikos AO aus Griechenland. Vor rund 85.000 Zuschauern gewann Ajax dabei mit 2:0 und wurde damit in Nachfolge von SC Feijenoord aus Rotterdam der zweite niederländische Klub, der diese wertvolle Trophäe gewann. Als erster ausländischer Spielführer des Vereines war es Vasović, der als erster Ajaciede den Europapokal stolz gen Himmel recken durfte.
Auf nationaler Ebene blieb der Erfolg auf den Pokalgewinn beschränkt, was aber ob des Sieges in Wembley schlimmstenfalls als Schönheitsfehler zu bewerten war. Dies war gleichzeitig Höhepunkt und Ende der Spielerlaufbahn von Velibor Vasović. Der seit langem unter Asthma leidende Spieler beschloss nach nur elf Spieljahren als Profi seine Stollenschuhe für immer an den Nagel zu hängen. Der Deutsche Horst Blankenburg sollte ihm bei Ajax im Abwehrzentrum nachfolgen.

### Trainerjahre
Unmittelbar nach seinem Abschied als Spieler nahm Vasović bei seinem Stammverein Partizan seine Trainerkarriere auf. In den nächsten beiden Jahren wurde er Fünfter und Vierter in der Liga.
Nach einem Jahr Auszeit trainiert er ab 1974 für eine Saison den unterklassigen Verein Proleter Zrenjanin. Danach zieht er weiter nach Frankreich zu Angers SCO und führt den Absteiger der Vorsaison in die erste Liga zurück. Daraufhin erhält er ein Engagement beim Hauptstadtverein Paris Saint-Germain. Es gelingt Vasović aber in seinen beiden Amtsperioden bis 1979 nicht, die Situation bei dem in der unteren Tabellenhälfte dümpelnden Klub zu verbessern.
Nach einer weiteren Auszeit heuerte er 1984 kurz beim damaligen griechischen Erstligisten Ethnikos Piräus an, der weiland das anonyme Mittelfeld der Tabelle bevölkerte.
1986 kehrte er nach Jugoslawien zurück, wo er beim Spitzenklub Roter Stern das Traineramt übernahm. Er führte den Klub 1988 mit Klassespielern wie Dragan Stojković und Bora Cvetković zur ersten Meisterschaft in vier Jahren und war damit maßgeblich an der Entwicklung der Mannschaft beteiligt, die 1991 den Europa- und Weltpokal gewinnen sollte.
1989 war er von Januar bis November noch in der Schweiz beim AC Bellinzona tätig und beendete anschließend seine Trainerlaufbahn.

### Spätere Jahre
In den 1990er Jahren betätigte er sich in Belgrad als Rechtsanwalt, war aber auch als Kritiker des Verbandes bekannt. Im Oktober 2000, wenige Tage nach dem Sturz von Staatschef Slobodan Milošević führte er mit einigen Gehilfen einen Einbruch in den Büros des Serbischen Fußballverbandes durch. Es blieb unklar, was der Zweck war. Es wurde vermutet, dass er daran Interesse hatte Verbandspräsident zu werden.
Velibor Vasović verstarb 2002 an Herzversagen. Er war zweimal verheiratet und hatte zwei Söhne aus erster Ehe.

## Titel
Spieler:
- Europapokalsieger der Landesmeister: 1971
- Fußballmeister Jugoslawiens: 1961, 1962, 1963, 1964, 1965
- Fußballpokalsieger Jugoslawiens: 1964
- Fußballmeister der Niederlande: 1967, 1968, 1970
- Fußballpokalsieger der Niederlande: 1967, 1970, 1971

Trainer:
- Fußballmeister Jugoslawiens: 1988